# Championnat de France de rugby à XV de 2e division fédérale
Le championnat de France de rugby à XV de 2e division fédérale, appelé plus simplement Fédérale 2, est le deuxième échelon national du championnat de France de rugby à XV amateur. Antichambre de la Fédérale 1, il est organisé par la Fédération française de rugby depuis 2000.

## Historique

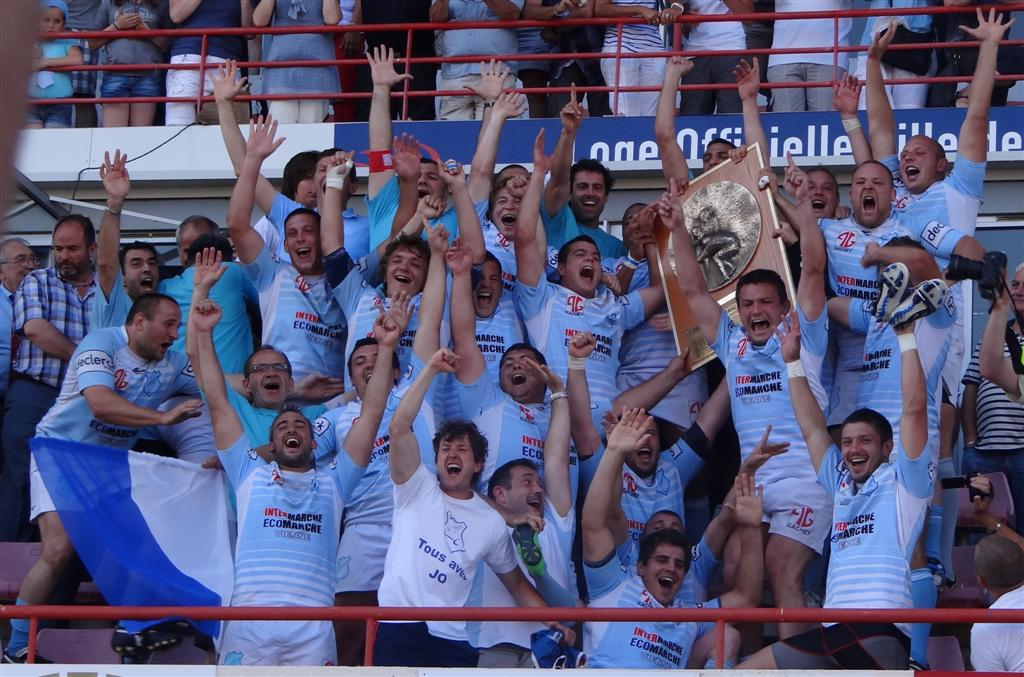
Le CS Vienne est sacré champion de Fédérale 2 en 2012.

À l'issue de la saison 1996-1997, de nouvelles modifications de la hiérarchie du rugby en France interviennent :
- les Groupes A1 et A2 sont séparés de la 1ère division, le Groupe A2 correspondant au 2e échelon
- le Groupe B est également divisé en deux, prenant le nom de Nationale 1 et de Nationale 2 correspondant aux 3e et 4e échelons du rugby français
- les équipes du championnat de 2e division (correspondant en 1996 au 3e échelon) sont reversées en Nationale 2
- le championnat de 3e division (correspondant en 1996 au 4e échelon) ne prendra le nom de Nationale 3 qu'en 1999, et se positionne au 5e échelon du rugby français.

Ce championnat a porté différents noms au cours des années :
- Nationale 2 de 1997 à 2001
- Fédérale 2 depuis 2001

## Formule
Ce championnat, regroupant 96 équipes (8 poules de 12), se déroule en deux phases, une phase préliminaire et une phase finale. À l'issue de chaque saison, huit équipes sont promues en Fédérale 1 et seize reléguées en Fédérale 3.

### Phase préliminaire
Les 96 équipes réparties en quatre secteurs géographiques composés de deux poules de douze équipes chacune, soit huit poules de douze équipes.
Les clubs terminant aux 1re et 2e places de chaque poule — soit 16 équipes — se qualifient directement pour les seizièmes de finale. Les 3e, les 4e, les 5e et les 6e doivent passer par un barrage pour accéder aux seizièmes.
Les clubs terminant aux 11e et 12e places de chaque poule — soit seize équipes — sont relégués en Fédérale 3.

### Phase finale
La phase finale consiste en un tournoi à élimination directe commençant au niveau des 16e de finale où les 32 équipes qualifiées à l'issue de la phase préliminaire sont réparties. 
Toutes les rencontres de 16e et des 8e de finale se déroulent en un match aller-retour, les autres en un seul match sur terrain neutre.
Les huit équipes arrivant en quart de finale sont promues en Fédérale 1.
L'équipe qui remporte la finale est sacrée championne de France de Fédérale 2.

## Palmarès
Nationale 2
| Année | Vainqueur     | Score   | Finaliste     |
| ----- | ------------- | ------- | ------------- |
| 1998  | Céret sportif | 20 – 14 | CA Sarlat     |
| 1999  | US Bressane   | 37 – 9  | CA Lormont    |
| 2000  | CS Lons Jura  | 23 – 22 | Avenir aturin |
| 2001  | Blagnac SCR   | 16 – 12 | Pays d'Aix RC |

Fédérale 2
| Année | Vainqueur                                                                                         | Score                                                                                             | Finaliste                                                                                         |
| ----- | ------------------------------------------------------------------------------------------------- | ------------------------------------------------------------------------------------------------- | ------------------------------------------------------------------------------------------------- |
| 2002  | AC Bobigny                                                                                        | 21 – 16                                                                                           | SA Saint-Sever                                                                                    |
| 2003  | Cahors rugby                                                                                      | 22 – 19                                                                                           | CS Villefranche-sur-Saône                                                                         |
| 2004  | Paris UC                                                                                          | 11 – 6                                                                                            | Gourdon XV Bouriane                                                                               |
| 2005  | CSM Gennevilliers                                                                                 | 24 – 15                                                                                           | ES Catalane                                                                                       |
| 2006  | US Nafarroa                                                                                       | 12 – 9                                                                                            | ES Saint-Saturnisoise XV                                                                          |
| 2007  | Avenir valencien                                                                                  | 19 – 12                                                                                           | Entente Vendres-Lespignan Hérault XV                                                              |
| 2008  | US Carcassonne                                                                                    | 16 – 15                                                                                           | RC Arras                                                                                          |
| 2009  | Avenir castanéen                                                                                  | 14 – 6                                                                                            | ES Monteux                                                                                        |
| 2010  | Blagnac SCR                                                                                       | 33 – 12                                                                                           | RC Strasbourg                                                                                     |
| 2011  | Stade phocéen                                                                                     | 23 – 9                                                                                            | SA Hagetmau                                                                                       |
| 2012  | CS Vienne                                                                                         | 29 – 22                                                                                           | US Saint-Sulpice                                                                                  |
| 2013  | SO Chambéry                                                                                       | 6 – 6 (tab)                                                                                       | SA Mauléon                                                                                        |
| 2014  | Soyaux Angoulême XV                                                                               | 23 – 13                                                                                           | SC Graulhet                                                                                       |
| 2015  | RC Strasbourg                                                                                     | 50 – 23                                                                                           | AS Lavaur                                                                                         |
| 2016  | Saint-Jean-de-Luz olympique                                                                       | 24 – 21                                                                                           | ASVEL                                                                                             |
| 2017  | RC Hyères-Carqueiranne-La Crau                                                                    | 12 – 6                                                                                            | US Bergerac                                                                                       |
| 2018  | AS Bédarrides Châteauneuf-du-Pape                                                                 | 24 – 17                                                                                           | AS Fleurantine                                                                                    |
| 2019  | US Issoire                                                                                        | 32 - 30                                                                                           | RCS Rumilly                                                                                       |
| 2020  | Non décerné en raison de période de confinement à la suite de la pandémie de Covid-19,            | Non décerné en raison de période de confinement à la suite de la pandémie de Covid-19,            | Non décerné en raison de période de confinement à la suite de la pandémie de Covid-19,            |
| 2021  | La FFR ayant annoncé l'arrêt définitif des compétitions amateurs le titre n'est donc pas décerné. | La FFR ayant annoncé l'arrêt définitif des compétitions amateurs le titre n'est donc pas décerné. | La FFR ayant annoncé l'arrêt définitif des compétitions amateurs le titre n'est donc pas décerné. |
| 2022  | Rugby olympique agathois                                                                          | 15 - 3                                                                                            | US L'Isle-Jourdain                                                                                |
| 2023  | AS Layrac rugby                                                                                   | 17 - 6                                                                                            | UA Gaillac                                                                                        |
| 2024  | Union sportive Montmélian                                                                         | 39 - 21                                                                                           | Grenade Sports                                                                                    |
| 2025  | Cahors Rugby                                                                                      | 29 - 19                                                                                           | US Vinay                                                                                          |

‌
1. ↑  En raison du prolongement de la période de confinement à la suite de la pandémie de Covid-19, la FFR décide, le 27 mars 2020, d'arrêter définitivement les championnats amateurs à tous niveaux, pour la saison en cours. Le titre n'est donc pas décerné.